# ピアノに寄る少女たち
『ピアノに寄る少女たち』（ピアノによるしょうじょたち、フランス語: Jeunes filles au piano）は、フランスの画家ピエール＝オーギュスト・ルノワールが描いた絵画。
『ピアノを弾く少女たち』、『ピアノの前の少女たち』とも。

## 解説
リュクサンブール美術館の依頼によって、1891年末からルノワールは、ピアノを楽しむ二人の少女を、ほぼ同サイズで6枚描き始めた。同時代の詩人ステファヌ・マラルメは、この作品を「成熟期のもっとも自由で、いかにもじっくりと落ち着きのある作品」と評している。